# Geotrigona fulvohirta
Geotrigona fulvohirta är en biart som först beskrevs av Heinrich Friese 1900.  Geotrigona fulvohirta ingår i släktet Geotrigona och familjen långtungebin. Inga underarter finns listade i Catalogue of Life.